# Julus rasilis
Julus rasilis är en mångfotingart som beskrevs av Karsch 1881. Julus rasilis ingår i släktet Julus och familjen kejsardubbelfotingar. Inga underarter finns listade i Catalogue of Life.